# WTA de Copenhague
O WTA de Copenhague – ou e-Boks Open, na última edição – foi um torneio de tênis profissional feminino, de nível WTA International.
Realizado em Farum, vinte quilômetros ao noroeste da Copenhague, na Dinamarca, estreou em 2010 e durou três edições. Os jogos eram disputados em quadras duras cobertas durante o mês de abril. Depois de 2012, foi substituído pelo WTA de Katowice.

## Finais

### Simples
| Ano  | Campeã             | Vice-campeã        | Resultado |
| ---- | ------------------ | ------------------ | --------- |
| 2012 | Angelique Kerber   | Caroline Wozniacki | 6–4, 6–4  |
| 2011 | Caroline Wozniacki | Lucie Šafářová     | 6–1, 6–4  |
| 2010 | Caroline Wozniacki | Klára Zakopalová   | 6–2, 7–65 |

### Duplas
| Ano  | Campeãs                          | Vice-campeãs                        | Resultado        |
| ---- | -------------------------------- | ----------------------------------- | ---------------- |
| 2012 | Kimiko Date-Krumm Rika Fujiwara  | Sofia Arvidsson Kaia Kanepi         | 6–2, 4–6, [10–5] |
| 2011 | Johanna Larsson Jasmin Wöhr      | Kristina Mladenovic Katarzyna Piter | 6–3, 6–3         |
| 2010 | Julia Görges Anna-Lena Grönefeld | Vitalia Diatchenko Tatiana Poutchek | 6–4, 6–4         |